# 無名 (映画)
『無名』（むめい、原題:无名）は、チェン・アル監督による2023年の中国映画。
トニー・レオン、ワン・イーボー、ジョウ・シュン、ホアン・レイ、森博之、ダー・ポン、エリック・ワン、ジャン・シューイン、チャン・ジンイーらが出演する。
ボナ・フィルム・グループ（上海博納文化伝媒有限公司）製作の『アウトブレイク 〜武漢奇跡の物語〜』『1950 鋼の第7中隊』に続く「中国勝利三部作」の第3弾となる。

## あらすじ
日中戦争下の上海租界。日本の傀儡政権である汪兆銘政権で働くフーやイエ、政権に協力する大日本帝国陸軍の渡部らは、反抗を画策する国民党政府や中国共産党のメンバー達との情報戦や裏切り、暗殺など様々な謀略を図り、大陸を巡る闘いを繰り広げていた。
1941年12月7日、日本は真珠湾を攻撃。太平洋戦争の勃発により、中国の戦況は一変する。翌日、汪兆銘政権は日本の対米英宣戦布告に追従し、日本軍が上海全域を占領した。

## キャスト
フー（何主任）
演 - トニー・レオン、日本語吹替 - 三上哲
汪兆銘政権政治保衛部の主任。1938年の日本軍による広州爆撃を経験しており、その後1941年に汪兆銘政権に勤務した。部下にワン、イエらがいる。日本食に不慣れ。
イエ（叶先生）
演 - ワン・イーボー、日本語吹替 - 立花慎之介
渡部が政治保衛部に送り込んだスパイ。日本語が堪能。フーの部下で、ワンとは親友。ファンとは1937年以前に婚約した。
チェン（陳小姐）
演 - ジョウ・シュン、日本語吹替 - 佐古真弓
衡山路でジャンと5年間同居している。中国共産党地下組織の上海の連絡員。
ジャン（張先生）
演 - ホアン・レイ、日本語吹替 - 長谷川敦央
中国共産党地下組織の上海の機関員。広西人で、父は彼に漓江が見える山の上の土地を残した。スパイ稼業に疲れ、フーに地下組織の情報を引き渡し、故郷に帰ろうとする。
渡部
演 - 森博之、日本語吹替 - 木内秀信
上海に駐在する日本軍の将校。諜報機関のトップであり、政治保衛部を統括する。自称日本軍部の石原派で、満州国に夢を抱き、特に満州事変の起きた1931年を懐かしむ。
タン（唐部長）
演 - ダー・ポン、日本語吹替 - 竹田雅則
政治保衛部の部長。フーの従弟。南京に常駐している。ドイツ軍がソ連を電撃的に攻撃することを渡部が漏らした時、それをたしなめたが渡部はそれを無視した。
ワン（王隊長）
演 - エリック・ワン、日本語吹替 - 浪川大輔
政治保衛部の隊長。イエとは親友。両親はレストランを経営しており、妹が1人いる。政治で生計を立て、ファンを手に入れることを望んでいる。
ジャン（江小姐）
演 - ジャン・シューイン、日本語吹替 - 杏寺円花
中国国民党のスパイ。タンを暗殺する任務を帯びていたが、彼に密かに思いを寄せていたために機会を逃した。政治保衛部に逮捕されたが、フーは密かに彼女を逃がし、見返りに彼女から上海に住む日本人要人リストを手に入れる。
ファン（方小姐）
演 - チャン・ジンイー、日本語吹替 - 早見沙織
中国共産党地下組織の上海の機関員。労働者の世界を作ることを夢見ており、日本人暗殺を試みる。1937年以前にイエと婚約していた。

## スタッフ
- 監督・脚本・編集：チェン・アル（中国語版）
- 製作：ユー・ドン、ウー・ナ、傅若清、趙海城、李捷、陳永健、汪沢楷、虞竣達
- 撮影：ツァイ・タオ、廖抄
- 音楽：ロディオン・ファラフォントフ、ロクサーヌ・S、ボリス・セバスチャノフ、リー・チャオフイ
- 美術デザイン：スン・リー
- 照明：シュー・オウ
- プロデューサー：ウー・ナ、曲吉小江
- スーパーバイザー：蒋徳富
- キャスティング監督：ウー・ナ
- アクション指導：除超
- ファッションデザイン：張叔平、呂鳳珊
- VFXクリエイター：王暁偉
- 総合プロデューサー：孫志
- 企画：陳爽、李巍、孫尘、彭鸣宇、黄群飛、孟钧、姜寨、于立益
- サウンドデザイン：王冲、楊昭月
- カラリスト：徐欧

## 受賞記録
- 2022年度微博之夜 年度人気電影 (2023年)
- 2022年度微博之夜 年度品質電影 (2023年)
- 第20届電影頻道伝媒関注単元 最受伝媒関注男主角 ワン・イーボー (2023年)
- 第36回金鶏奨 最優秀監督賞 チェン・アル (2023年)
- 第36回金鶏奨 最優秀編集賞 チェン・アル (2023年)
- 第36回金鶏奨 最優秀主演男優賞 トニー・レオン (2023年)
- 第15回澳門国際電影節 作品賞 (2023年)
- 第15回澳門国際電影節 監督賞 チェン・アル (2023年)

## 舞台裏エピソード
トニー・レオンはキャスティングされた後にチェン・アル監督の『ワンス・アポン・ア・タイム・イン・上海』を見て出演を決めた。劇中には普通話の台詞が多く、撮影後に普通話が大幅に上達したと語っている。
チェン・アル監督はイエの役について、ワン・イーボー以外の候補者がおらず、彼だけを見て確信して決めたと語った。

## 制作過程
2021年8月27日に撮影が始まり、12月19日に115日にわたる撮影が正式に終了した。提籃橋監獄や洋館などの多くのシーンが上海で撮影された。